# Kazuo Sakura
Pour les articles homonymes, voir Kazuo et Sakura (homonymie).
Sensei Kazuo Sakura (桜村和夫), 5e dan wado-ryu, né le 28 mai 1929 à Iwakuni dans la préfecture de Yamaguchi et mort le 28 septembre 2002, est un des rares élèves direct de maitre Hironori Ōtsuka, le fondateur du style wado-ryu.

## Historique
Il est le troisième fils d'une famille de quatre frères. Il a débuté la pratique des arts martiaux à un âge précoce et provient d'une famille de budoka. Il a fait un excellent record au championnat Kendo de l'école primaire de la préfecture de Yamaguchi, remportant la victoire sur 27 concurrents. Il s'est marié le 18 décembre 1955. Il est également contemporain de maître Tatsuo Suzuki (1928-2011) et fut son ami proche jusqu'à on décès, en 2002.

## Menkyo kaiden
Le 1er mars 1954 il reçut le Menkyo kaiden de maître Hironori Ōtsuka. Il est une des deux seules personnes à avoir reçu cet honneur directement des mains du fondateur du style Wadō-ryū.

## Autres disciplines
- Judo
- Kendo